# Maderspach Livius
Maderspach Livius (Ruszkabánya, 1840. február 1. – Rákospalota, 1921. szeptember 29.) bányamérnök, szakíró, magyar királyi bányatanácsos, Maderspach Károly és Buchwald Franciska fia. Felsőfokú tanulmányait Grazban és a karlsruhei polytechnikumban, majd 1862-től a selmecbányai bányász- és erdészakadémián végezte. 1871-től a Gömör vármegyei Berzétén bányagondnok, 1897-től pedig a Hernád-völgyi Vasipari Rt. üzemvezetője. Számos cikket írt a Rozsnyó-vidéki vasércbányászatról, a szepességi antimon és a Garam-völgyi cinkérc előfordulásokról, valamint a dinamit felhasználásáról a Bányászati és Kohászati Lapokba, a Természettudományi Közlönybe és a Földtani Közlönybe. Fő műve: Magyarország vasércfekhelyei (Budapest, 1880).

## Művei
- Maderspach Károlyné tragédiája és adatok Ruszkabánya történetéhez, Zólyom, 1909.